# Coryanthes gustavo-romeroi
Coryanthes gustavo-romeroi là một loài thực vật có hoa trong họ Lan. Loài này được Archila mô tả khoa học đầu tiên năm 2007.